# Đông Nam Á học
Đông Nam Á học (tiếng Anh: Southeast Asian studies - SEAS) là môn khoa học nghiên cứu và giáo dục về ngôn ngữ, văn hoá và lịch sử của các quốc gia và các nhóm dân tộc khác nhau ở Đông Nam Á. Một số tổ chức gọi môn khoa học này là ASEAN học vì phần lớn các quốc gia mà họ nghiên cứu là thành viên của Hiệp hội các quốc gia Đông Nam Á hoặc ASEAN. Định nghĩa về "những bộ phần cấu thành Đông Nam Á" khác nhau giữa các học giả, dựa theo các nghiên cứu khu vực Đông Nam Á và các nghiên cứu khu vực khác như Phương Đông học và các nghiên cứu hậu thuộc địa. Đông Nam Á học bao gồm nhân học, nghiên cứu tôn giáo, ngôn ngữ học, và quan hệ quốc tế.

## Định nghĩa Đông Nam Á
Ranh giới của Đông Nam Á bị tranh cãi do các điểm tương đồng lịch sử, văn hoá và ngôn ngữ giữa một số nhóm ở Đông Nam Á với các khu vực lân cận như Ấn Độ và Trung Quốc. Nhiều học giả Đông Nam Á học dựa vào Hiệp hội các Quốc gia Đông Nam Á (ASEAN) để tạo ra một danh sách cụ thể các quốc gia phù hợp với khu vực Đông Nam Á. Tính đến năm 2016, các thành viên của ASEAN bao gồm Brunei, Campuchia, Indonesia, Lào, Malaysia, Myanmar, Philippines, Singapore, Thái Lan và Việt Nam.

## Lịch sử

### Trước và trong Thế chiến thứ hai
Thuật ngữ "Đông Nam Á" lần đầu tiên được sử dụng bởi linh mục Hoa Kỳ và nhà giáo dục học Howard Malcom năm 1837, khu vực hiện nay được gọi là Đông Nam Á nằm giữa Ấn Độ và Đông Á. Các cuộc điều tra ban đầu về văn hóa và truyền thống của Đông Nam Á chủ yếu được tiến hành bởi các học giả người Đức và Áo, những người có khả năng tiếp cận với khu vực nhiều hơn vì đất nước của họ không có thuộc địa trong khu vực Tầm quan trọng chiến lược của nhiều địa phương ở Đông Nam Á như Đông Ấn Hà Lan và Philippines trong Thế chiến thứ hai đã thu hút sự chú ý ngày càng tăng của phương Tây. Sự quan tâm mới này đã dẫn đến việc thành lập Ủy ban Đông Nam Á của Mountbatten (SEAC) vào năm 1943, và việc xuất bản bản đồ đầu tiên của Đông Nam Á bởi Hiệp hội Địa lý Quốc gia vào năm 1944.

### Sau chiến tranh
Ngay sau khi kết thúc Thế chiến thứ hai, sự khởi đầu của Chiến tranh Lạnh đã thu hút sự chú ý của các nhóm chuyên gia Hoa Kỳ và các tổ chức tình báo rời khỏi Đông Nam Á. Những sự kiện như Cách mạng năm 1949 ở Trung Quốc và lo ngại về sự lan rộng của chủ nghĩa cộng sản đã làm trung tâm tập trung nhiều tiền vào Trung Quốc và Liên bang Xô viết. Điều này đã dẫn đến hai kết quả: trong khi kinh phí và cam kết của các tập đoàn vào khu vực giảm, giám sát cũng giảm; các nhà nghiên cứu ở phương Tây đã được tự do theo đuổi hầu hết các con đường quan tâm mà không có sự phản đối của nhà tài trợ.

## Đông Nam Á học tại các nước
Tại Nhật, Đông Nam Á học đã trở thành một lĩnh vực nghiên cứu cụ thể trong giai đoạn hậu thuộc địa của Nhật Bản sau Chiến tranh Thái Bình Dương. Trung tâm Nghiên cứu Đông Nam Á tại Đại học Kyoto được thành lập vào năm 1963, và Hiệp hội Lịch sử Đông Nam Á Nhật Bản được thành lập vào năm 1966
Tại Hoa Kỳ, nghiên cứu về Đông Nam Á đi đầu trong giới học thuật và chính trị vì sự nổi lên của chủ nghĩa cộng sản tại Việt Nam và Lào.
Tại Hàn Quốc, các nhà khoa học bắt đầu hình thành các nhóm tập trung vào khu vực Đông Nam Á vào những năm 1990. Năm 1991, Hiệp hội Nghiên cứu Đông Nam Á Hàn Quốc (KASEAS) được thành lập. Các nghiên cứu về Đông Nam Á ở Hàn Quốc tập trung chủ yếu vào mối quan hệ giữa Đông Nam Á với các khu vực khác ở Châu Á, di cư xuyên biên giới trong và ngoài Đông Nam Á và sự lan rộng của làn sóng Hàn Quốc trong khu vực.

## Ấn phẩm khoa học
Đông Nam Á học cũng là tên tiếng Anh của tạp chí của học giả Nhật Tonan Ajia Kenkyu. Tạp chí này đã được Trung tâm Nghiên cứu Đông Nam Á xuất bản từ năm 1963 tại Đại học Kyoto.

## Đông Nam Á học tại các trường đại học
Các trường đại học nghiên cứu về Đông Nam Á được liệt kê theo khu vực, bao gồm:

### Đông Á
- Đại học Ngoại thương Bắc Kinh
- Đại học Quốc tế Nghiên cứu Bắc Kinh
- Đại học Thành phố Hồng Kông
- Đại học Tế Nam
- Đại học Kyoto
- Đại học Quốc gia Chi Nam
- Đại học National Sun Yat-sen
- Đại học Sophia
- Đại học Trung Sơn
- Đại học Ngoại thương Tokyo
- Đại học Hạ Môn
- Đại học Khoa học Xã hội và Nhân văn

### Bắc Mỹ
- Đại học Tiểu bang Arizona
- Đại học Cornell
- Đại học Johns Hopkins
- Đại học Northern Illinois
- Đại học Ohio
- Đại học British Columbia
- Đại học California, Berkeley
- Trường đại học California, Los Angeles
- Đại học California, Riverside
- Đại học Hawai'i ở Manoa
- Đại học Illinois
- Đại học Michigan
- Đại học Pittsburgh
- Đại học Toronto
- Đại học Washington, Seattle
- Đại học Wisconsin-Madison
- Đại học Yale
- Đại học Indiana, Bloomington

### Châu Âu
- Đại học Lund, Trung tâm nghiên cứu Đông và Đông Nam Á
- Đại học Naples "L'Orientale"
- Trường Nghiên cứu Phương Đông và Châu Phi (Đại học London)
- Đại học Hull
- Đại học Heidelberg
- Nghiên cứu Châu Á Đương đại - Đại học Amsterdam Lưu trữ ngày 4 tháng 3 năm 2016 tại Wayback Machine
- Southeast Asian Studies - Đại học Leiden
- Viện nghiên cứu Đông Nam Á - Châu Á Châu Phi tại Đại học Hamburg

### Châu Úc
- Đại học Quốc gia Úc

## Mở rộng
- Southeast Asian Studies Lưu trữ ngày 19 tháng 2 năm 2012 tại Wayback Machine (journal), Đại học Kyoto, Nhật Bản.
- “Southeast Asia”. Subject Guides. Thư viện Đại học Quốc gia Úc.
- “Help for Researchers: Southeast Asia”. Thư viện Anh. Bản gốc lưu trữ ngày 5 tháng 11 năm 2016. Truy cập ngày 15 tháng 11 năm 2017.
- “Southeast Asian Studies”. Research Guides. Los Angeles: Đại học California.
- “South & Southeast Asian Studies Research Guides”. New York, USA: Thư viện Đại học Columbia. Bản gốc lưu trữ ngày 12 tháng 8 năm 2014. Truy cập ngày 15 tháng 11 năm 2017.
- “South East Asia”. Subject Guides. School of Oriental and African Studies Thư viện, Đại học Luân Đôn.
- “South/Southeast Asia”. Research Guides. Thư viện Đại học Wisconsin-Madison.